# マチョイ・ジャロ
マチョイ・ボボ・ジャロ（Matchoi Bobó Djaló 、2003年4月10日 - ）は、ギニアビサウ・カンシュンゴ出身のプロサッカー選手。イスタンブール・バシャクシェヒルFK所属。ポジションは、ミッドフィールダー。元サッカー選手のボボ・ジャロの息子である。

## クラブ歴
2019年8月10日、0-5で敗れたアウェーのベンフィカ戦の72分にペドリーニョ・モレイラとの交代出場でプロデビューを果たした。この時わずか16歳122日で、プリメイラ・リーガ史上最年少記録を塗り替えた。
2024年3月12日、イスタンブール・バシャクシェヒルFKに3年契約で移籍することが発表された。

## 個人成績
2019年8月22日現在
| クラブ                 | シーズン | リーグ             | リーグ | リーグ | カップ | カップ | リーグカップ | リーグカップ | その他 | その他 | 合計 | 合計 |
| クラブ                 | シーズン | リーグ             | 出場   | 得点   | 出場   | 得点   | 出場         | 得点         | 出場   | 得点   | 出場 | 得点 |
| ---------------------- | -------- | ------------------ | ------ | ------ | ------ | ------ | ------------ | ------------ | ------ | ------ | ---- | ---- |
| パソス・デ・フェレイラ | 2019-20  | プリメイラ・リーガ | 2      | 0      | 0      | 0      | 0            | 0            | 0      | 0      | 2    | 0    |
| 通算                   | 通算     | 通算               | 2      | 0      | 0      | 0      | 0            | 0            | 0      | 0      | 2    | 0    |